# Ligne 3 du tramway de Caen
Pour les articles homonymes, voir Ligne 3.
La ligne 3 du tramway de Caen est une ligne française de tramway dans le Calvados, en Normandie. Troisième ligne du tramway de Caen, elle relie Château-Quatrans, près du centre-ville de Caen, à Hauts de l'Orne, sur le territoire communal de Fleury-sur-Orne. Elle compte quinze stations, dont dix partagées avec la ligne 1 et cinq avec la ligne 2.

## Histoire
Mise en service le 27 juillet 2019, la ligne 3 succède au tronçon Château - Quatrans-Grâce de Dieu de la ligne B de l'ancien transport léger guidé de Caen qui a fonctionné de 2002 à 2017 et dessert un tronçon inédit, le prolongement jusqu'au terminus Collège Hawking.

Plan schématique de la ligne 3 de 2019 à 2022.

Le 29 août 2022, le terminus de la ligne est déplacé de 600 mètres au sud, à la station Hauts de l'Orne pour desservir le nouveau quartier éponyme à Fleury-sur-Orne.

Plan schématique de la ligne 3 depuis 2022.

## Infrastructure

### Ligne

#### Section Château-Quatrans - Quai de Juillet (tronc commun T1-T2-T3)
La ligne 3 naît à l'arrêt Château-Quatrans dans le centre-ancien au pied du célèbre château dominant la ville. Étant d'emblée en tronc commun avec les lignes 1 et 2, cette station est dotée de trois quais, le quai central servant de terminus à la ligne T3. Les trois lignes continuent sur la rue de Geôle pour rejoindre la place Saint-Pierre et l'église éponyme puis bifurquent sur le boulevard des Alliés, où est placée la station Saint-Pierre. Les lignes passent devant la tour Leroy et tournent à droite vers le sud pour suivre le boulevard du Six-juin qui traverse le quartier Saint-Jean. Les lignes marquent l'arrêt à trois stations : Bernières, Résistance-Saint-Jean sur la place éponyme située derrière l'église Saint-Jean et Quai de Juillet. La ligne franchit l'Orne par le pont Winston-Churchill.

#### Section Quai de Juillet - Poincaré (tronc commun T1-T3)
Quai Amiral-Hamelin, se situe la bifurcation qui permet à la ligne 2 de rejoindre la presqu'île. Les lignes 1 et 3 continuent tout droit par la rue de la gare et longent le nouveau quartier des rives de l'Orne situé à Vaucelles avant de passer sous le faisceau des voies SNCF, puis de tourner à gauche sur la place de la gare et marquer l'arrêt à Gare SNCF qui dessert la gare de Caen et son pôle multimodal (bus Twisto et cars NOMAD). Les deux lignes entament alors la montée vers le plateau de la plaine de Caen en montant par la rampe de la rue Roger-Bastion puis empruntent la rue des Mulets avant de marquer l'arrêt à la station Boulevard Leroy. Elles entrent dans le quartier Sainte-Thérèse-Demi-Lune par la rue Victor-Lépine. Elles marquent l'arrêt à Lux-Victor Lépine desservant le lycée éponyme et, à distance, le cinéma Lux. À cette station, la plateforme la plus à l'est du tramway est partagée avec la circulation routière du fait de l'étroitesse de la rue. Pour cette même raison, les deux quais direction nord et sud sont situés au milieu des voies dans l'alignement l'un de l'autre. Les lignes tournent ensuite à droite et s'engagent sur l'avenue du Capitaine Georges-Guynemer. Elles bifurquent à gauche ensuite pour entrer dans la rue Michel-Lasne et marquent l'arrêt à Guynemer qui dessert la polyclinique du Parc. Elles rejoignent ensuite le boulevard Raymond-Poincaré dont la station Poincaré est la dernière du tronc commun.

#### Section Poincaré - Fleury Hauts de l'Orne
Tandis que la ligne 1 bifurque dans le quartier de la Guérinière en direction d'Ifs, la ligne continue sur le boulevard qui devient la rue de l'Aviation. La ligne marque l'arrêt à Aviation dont les quais sont décalés de part et d'autre de la rue de Falaise. La ligne continue tout droit vers l'ouest avenue du Père Charles de Foucault et marque l'arrêt à Rostand-Fresnel qui dessert les lycées Augustin-Fresnel et Jean-Rostand. Elle continue son chemin vers l'ouest et marque l'arrêt à Grâce de Dieu dans le centre du quartier éponyme, à proximité de l'église Notre-Dame de la Grâce de Dieu et de la plupart des équipements publics du quartier. Elle bifurque ensuite vers le sud sur l'avenue du Général-Laperrine qui devient l'avenue du 19 mars 1962 en entrant dans Fleury-sur-Orne et marque l'arrêt à Collège Hawking qui dessert l'établissement scolaire éponyme. Elle effectue ensuite une dernière courbe pour entrer dans le quartier en plein développement des Hauts de l'Orne en longeant l'avenue des Étangs et en passant le centre de remisage et de maintenance des tramways avant de rejoindre son terminus, Fleury Hauts de l'Orne.

### Stations
La ligne comporte 15 stations.
|  |   |  | Stations                 | Lat/Long                    | Communes              | Correspondances                    |
|  | - |  | ------------------------ | --------------------------- | --------------------- | ---------------------------------- |
|  | ■ |  | Château - Quatrans       | 49° 11′ 07″ N, 0° 21′ 49″ O | Caen                  | tram T1 T2 bus 4 10 10E 12 20      |
|  | • |  | Saint-Pierre             | 49° 11′ 02″ N, 0° 21′ 36″ O | Caen                  | tram T1 T2                         |
|  | • |  | Bernières                | 49° 10′ 57″ N, 0° 21′ 28″ O | Caen                  | tram T1 T2 bus 2 5 8 20 23 32      |
|  | • |  | Résistance - Saint-Jean  | 49° 10′ 51″ N, 0° 21′ 22″ O | Caen                  | tram T1 T2 bus 1 3 10 11 12 21     |
|  | • |  | Quai de Juillet          | 49° 10′ 43″ N, 0° 21′ 13″ O | Caen                  | tram T1 T2                         |
|  | • |  | Gare SNCF                | 49° 10′ 33″ N, 0° 20′ 54″ O | Caen                  | tram T1 bus 1 6 10 11 12 12E 30 31 |
|  | • |  | Leroy                    | 49° 10′ 24″ N, 0° 20′ 40″ O | Caen                  | tram T1 bus 9                      |
|  | • |  | Lux - Lépine             | 49° 10′ 15″ N, 0° 20′ 30″ O | Caen                  | tram T1                            |
|  | • |  | Guynemer                 | 49° 10′ 06″ N, 0° 20′ 38″ O | Caen                  | tram T1                            |
|  | • |  | Poincaré                 | 49° 09′ 56″ N, 0° 20′ 34″ O | Caen                  | tram T1 bus 8 30 40                |
|  | • |  | Aviation                 | 49° 09′ 48″ N, 0° 20′ 57″ O | Caen                  | bus 3 8 21 30                      |
|  | • |  | Rostand - Fresnel        | 49° 09′ 43″ N, 0° 21′ 15″ O | Caen                  | bus 3 8                            |
|  | • |  | Grâce de Dieu            | 49° 09′ 41″ N, 0° 21′ 37″ O | Caen                  | bus 4 34                           |
|  | • |  | Fleury - Collège Hawking | 49° 09′ 33″ N, 0° 21′ 42″ O | Caen, Fleury-sur-Orne |                                    |
|  | ■ |  | Fleury – Hauts-de-l'Orne | 49° 09′ 11″ N, 0° 21′ 38″ O | Fleury-sur-Orne       |                                    |

Les stations en gras servent de départ ou de terminus à certaines missions.

## Exploitation
La ligne fonctionne du lundi au samedi de 5 h 33 à 0 h 34 et les dimanches et fêtes de 8 h 18 à 0 h 36 ; contrairement aux autres lignes il n'y a pas de services partiels en tout début et en toute fin de service, le dépôt étant situé non loin du terminus de la ligne. Toutefois, trois départs ayant une desserte particulière sont ajoutés entre 0 h 30 et 1 h 38 : deux au départ de Campus 2 et un depuis Hérouville et terminant à Collège Hawking en desservant les stations des lignes 1 et 2,.
En semaine, la fréquence est d'une rame toutes les dix minutes de 7 h à 19 h et est plus irrégulière (10 à 30 minutes) le reste de la journée ainsi qu'en été ; le samedi cette fréquence est appliquée de 13 h à 19 h et les dimanches et fêtes elle est d'une rame toutes les 30 minutes environ.
Le temps de parcours est d'environ 21 minutes.

## Projet
Dans le cadre du projet de création d'un nouvel axe est-ouest lancé en 2022, une réorganisation de la ligne T3 à l'horizon 2028 est proposée. Dans le dossier de concertation, deux hypothèses sont présentées :
- ligne Chaussée d'Alger <> Montgomery, reprenant une section nouvelle entre Chaussée d'Alger et Presqu'île à travers l'ancienne zone portuaire, puis une partie de l'actuelle ligne 2 (Presqu'île <> Bernières), puis l'infrastructure nouvelle vers l'ouest jusqu'à la Folie-Couvrechef via le Chemin-Vert ; le tracé actuelle de la ligne T3 entre Quai de Juillet et Hauts de l'Orne serait repris par la ligne T2 réaménagée ;
- ligne Hauts de l'Orne <> Montgomery, reprenant l'actuelle ligne 3 entre Hauts de l'Orne et Bernières, puis l'infrastructure nouvelle vers l'ouest comme dans la première hypothèse.

Dans les deux hypothèses, la partie entre Bernières et Château-Quatrans ne serait plus desservie que par les lignes T1 et T2. 
Le projet de prolongement entre l'arrêt Presqu'île et Chaussée d'Alger est toutefois annulé pendant l'été 2023.
En avril 2024, de nouvelles réunions sont organisées. Dans l'offre de service présentée, la ligne T3 relie les stations  Pompidou et Hauts de l'Orne. La partie sud de la ligne resterait donc inchangée jusqu'à la station Bernières et bifurquerait ensuite vers l'ouest sur la nouvelle infrastructure. Sur cette partie, elle serait en tronc commun avec la ligne T4 jusqu'à Hôtel de ville avant d'utiliser la branche de Beaulieu vers l'ouest.

Plan schématique de la ligne 3 à partir de 2029 (état du projet en avril 2024).